# Sankt Jakob in Defereggen
Sankt Jakob in Defereggenr en ort och kommun i distriktet Lienz i förbundslandet Tyrolen i Österrike.
Kommunen består av fem orter (Ortschaften) (inom parentes invånarantal 1 januari 2024):
- Außerrotte (117)
- Feistritz (51)
- Innerrotte (133)
- Oberrotte (242)
- Unterrotte (272)